# Аристобул I
Аристобул I (Иегуда, ивр. יהודה, греч. Ἀριστόβουλος) — царь Иудеи в 104 и 103 годах до н. э.
После смерти своего отца Йоханана Гиркана I Аристобул I стал наследником его престола и первосвященником. 

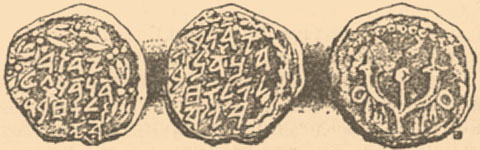
Медные монеты Аристобула I. Лицевая сторона: оливковая ветвь, окружающая надпись: יהוד הכהנגל ולוחבר הי (יהודה כהן גדול וחבר הי[הודים)]‎, т. е. «Иуда первосвященник и община евреев». Оборотная сторона: два рога изобилия с головкой мака посередине.

Аристобул I стал первым еврейским правителем после вавилонского изгнания, принял царский титул и официально правил как царь и первосвященник. Для этого он поместил свою мать в тюрьму, потому что она препятствовала ему взять власть. Трёх младших братьев он также заключил в тюрьму. Из них известен только царь Александр Яннай, который взял власть в 103 г. до н. э., при этом убив одного из братьев, а другой ушёл из светской жизни. Четвёртый брат Антигон был дружественным к Аристобулу. Во время болезни Аристобула Антигон замещал его и в войнах, и как первосвященник, и тем самым снискал немалый успех. Этот успех стал фатальным для Антигона. Аристобул приказал убить его, о чём позже очень жалел. И в течение незначительного времени он и сам умер от тоски по брату, как пишет Иосиф Флавий.
Иосиф Флавий сообщает об Аристобуле, что кроме принятия царского престола, он также носил титул Philhellen — дружелюбный к грекам. Аристобул продолжал политику своего отца в обращении в иудаизм покорённых частей Галилеи, так же, как проводил её Йоханан Гиркан в завоёванных землях Идумеи.